# 木村朗 (保健学者)
木村 朗（きむら あきら、1963年 - ）は、日本の保健学者。群馬パース大学教授。

## 概要
専門は障害者身体活動学。2型糖尿病を合併した脳血管障害者に低強度運動を試み、発症初期から定常運動を行うことで、生活自立に結びつく動作練習・身体活動量管理が可能なことを示した。動作が正常な軌跡を伴って行えない人のエネルギー消費量の推定式を姿勢と運動強度の積などから算出するアルゴリズムを開発し、1994年にコンピュータプログラムを発表した。IOT機器を用いた視覚代行支援のための電子機器の作成、プログラムの作成・開発を行っている。長寿世界1であった日本における沖縄地地方の域疫学研究にて2019年ACRMにて優秀演題賞受賞、2022年米国公衆衛生学会国際保健学分野Nabuo　Maedaグローバルヘルス奨励賞受賞。主な研究分野は「無意識や人間特性要因を組み合わせた人間の身体活動定量化研究に基づく生涯健康管理医学、臨床身体活動疫学。」公衆衛生やリハビリテーション、well-beingのためのエンタテーメントの利活用の研究。

## 経歴・人物
福島県いわき市生まれ、群馬県吾妻郡草津町育ち。群馬県立渋川高等学校を経て、京都大学医療技術短期大学部（現：医学部人間健康科学科）理学療法学科を卒業。1992年3月に琉球大学大学院保健学研究科を修了し、修士（保健学）の学位を取得。 2008年3月に金沢大学大学院医学系研究科保健学専攻を修了し、博士（保健学）の学位を取得。女子栄養大学大学院栄養学研究科保健学専攻より博士（保健学）の学位を取得（論文博士）。
理学療法士として大阪大学医学部附属病院理学療法部に5年勤務、非常勤理学療法士として20年間にわたって老人保健施設、特別養護老人ホーム等にて（週1～２）実施。2001年にはSPSSJapanにて統計専門家として勤務。
聖隷クリストファー大学看護学部助教授、同リハビリテーション学部助教授、同大学院リハビリテーション科学研究科准教授、金城大学医療健康学部理学療法学科教授を経て、2010年4月より群馬パース大学大学院教授。
公衆衛生における理学療法士の研究・活動のための日本公衆衛生理学療法研究会を設立。ICCEF「国際複合要因環境学会」理事。視覚障害をもつ人の移動時危険回避用ITツールの開発、内部障害を合併する身体障害者の健康管理、健康リテラシーの研究、超高齢者地域で暮らしてきた人々の生涯の生活習慣のnarrative dataと血管機能の関連性の研究を行っている。

## 主な研究
農作業を続けている超高齢者の動脈硬化の悪化を予防する身体活動量水準について研究を進めている。2014年以降、視覚障害者の身体不活動の予防を目指した健康行動支援のための感覚代行支援機器の探索・開発を行っている。大学生の食後血糖値の急上昇を抑えるための運動方法の開発・検証を進めている。

## 著書
実践身体活動学　単著,
身体活動学入門　単著,
標準理学療法学　運動療法学総論　共著,
セラピストのための運動処方ガイドブック　共著,
Productive Aging. Taylor & Francis　（London)　共著,
理学療法概論テキスト　共著,
closslink理学療法　地域理学療法　共著,
closslink理学療法　運動療法学　共著,
考える理学療法　内部障害編　評価から治療手技の選択　共著,
理学療法教育論　共著,
ほか

## 研究論文
100編以上（うち原著主著50編）